# Anibare
Anibare – to osada oraz dystrykt administracyjny Nauru, położony we wschodniej części wyspy. Ma powierzchnię 3,14 km², a zamieszkują go 232 osoby (2002).
Anibare uznawany jest za najatrakcyjniejszy turystycznie okręg Nauru. Znajduje się tutaj plaża nad zatoką Anibare.